# A・J・ランガー
A・J・ランガー（A.J. Langer,  1974年5月22日 - ）は、アメリカ合衆国の女優、声優である。

## 来歴
1974年、オハイオ州コロンバス生まれ。5歳のときに家族と共に、カリフォルニア州のサンフェルナンド・バレーへ移り住んだ。8歳の時には全員男子のバスケット・ボールチームへ所属し、バスケットボールに熱中した。13歳の1987年にテレビシリーズで女優デビューを果たし、その後は様々なテレビドラマへ出演。フレッド・サベージが主演の青春ドラマ『素晴らしき日々』の1エピソードでは、オタクな同級生と恋に落ちる不良少女を演じている。それ以外にも『ブロッサム』や『アンジェラ 15歳の日々』などのドラマへ出演しているほか、映画ではウェス・クレイヴン監督の『壁の中に誰かがいる』でデビュー。

### 私生活
2005年にイギリス人貴族チャールズ・ペレグリン・コートネー（Lord Charles Peregrine Courtenay）と結婚し、二人の間には2人の子供が生まれている。2015年に夫が第19代デヴォン伯爵位を継承したため、デヴォン伯爵夫人となった。

## 出演作品

### 映画
- 壁の中に誰かがいる The People Under the Stairs (1991)
- ニューマン And You Thought Your Parents Were Weird (1991)
- キリング・ボックス Grey Knight (1993)
- バーチャゾーン Arcade (1993) ※ビデオ作品
- ライトニング・イン・ア・ボトル Lightning in a Bottle (1993)
- Naomi & Wynonna: Love Can Build a Bridge (1995) ※テレビ映画
- エスケープ・フロム・L.A. Escape from L.A. (1996)
- Meet the Deedles (1998)
- オン・エッジ 19歳のカルテ On Edge (2001)
- Platonically Incorrect (2003) ※テレビ映画
- Kristin's Christmas Past (2013)

### テレビドラマ
- セリ・ノワール Série noire (1987)
- ドラグネット Dragnet (1990)
- Parker Lewis Can't Lose (1991)
- ベイウォッチ Baywatch (1991, 1994)
- Drexell's Class (1991 - 1992)
- ブロッサム Blossom (1992)
- Hangin' with Mr. Cooper (1992)
- 新・夜の大捜査線 In the Heat of the Night (1992)
- Camp Wilder (1992)
- 素晴らしき日々 The Wonder Years (1993)
- ビバリーヒルズ高校白書 Beverly Hills, 90210 (1993)
- アンジェラ 15歳の日々 My So-Called Life (1994 - 1995)
- Dr.マーク・スローン Diagnosis Murder (1995)
- コーチ Coach (1995, 1996)
- となりのサインフェルド Seinfeld (1996)
- Touched by an Angel (1997)
- ブルックリン74分署 Brooklyn South (1997 - 1998)
- フェームLA Fame L.A. (1998)
- ポルターガイスト レガシー Poltergeist: The Legacy (1998)
- It's Like, You Know... (1999 - 2001)
- Three Sisters (2001 - 2002)
- ドリュー・ケリー DE ショー! The Drew Carey Show (2002)
- Eyes (2005 - 2007)
- プライベート・プラクティス 迷えるオトナたち Private Practice (2011, 2012)

### テレビアニメ
- ジョニー・ブラボー Johnny Bravo (1997)

### ビデオゲーム
- ゾーク Return to Zork (1993)

## 参照
1. 1 2 3  “A. J. Langer Biography”. 2014年8月17日閲覧。